# Schoenus sublaxus
Schoenus sublaxus är en halvgräsart som beskrevs av Georg Kükenthal. Schoenus sublaxus ingår i släktet axagssläktet, och familjen halvgräs. Inga underarter finns listade i Catalogue of Life.